# كرتون نتورك (باكستان)
كرتون نتورك (باكستان) هي قناة تلفزيونية موجهة للأطفال وعموم الجمهور الباكستاني والبنغلاديشي بدأت بثها لأول مرة في 2 أبريل عام 2004 تقوم بعرض العديد من المسلسلات مثل وقت المغامرة، العم جدو، كلارينس وستيفن البطل وغيره الكثير من المسلسلات التي انتجتها شركة كرتون نتورك.

## قائمة المسلسلات
- وقت المغامرة
- بن 10 اومنفيرس
- تشاودر
- أولاد الجيران
- كوردج الجبان
- كلارينس
- مختبر دكستر
- إد، إدد وإدي
- جينيرتور ريكس
- أبناء توم وجيري
- قصص توم وجيري
- عرض توم وجيري
- عالم غامبول المدهش
- أبطال التايتنز انطلقوا
- العم جدو
- ستيفن البطل
- اختبار جوني
- جوني برافو
- نينجاغو
- العرض العادي
- شابلين
- خروف في المدينة
- ميكسلز
- هنري المشاغب
- أوغي والصراصير
- فتيات القوة
- بوكيمون
- عرض لوني تونز